# Богдан Богдановић (кошаркаш)
Богдан Богдановић (Београд, 18. август 1992) српски је кошаркаш. Игра на позицији бека, а тренутно наступа за Лос Анђелес клиперсе.
Од 2010. до 2014. наступао је за Партизан. Одабрали су га Финикс санси као 27. пика на НБА драфту 2014, а прослеђен је Сакраменто кингсима на драфту 2016. Од 2014. до 2017. играо је за Фенербахче с којим је у сезони 2016/17. освојио Евролигу, а исте сезоне је уврштен и у идеални тим такмичења. Године 2020. Евролига га је уврстила у своју идеалну екипу деценије (2010—2020). За Сакраменто је потписао 2017. и после прве сезоне био је део друге поставе најбољих новајлија у НБА лиги. У Сакраменту се задржао до 2020. када је прешао у Атланта хоксе.
За сениорску репрезентацију Србије наступа од 2013. као један од водећих играча. С репрезентацијом је освајао медаље на светским првенствима 2014. (сребро) и 2023. (сребро), Европском првенству 2017. (сребро) и на Летњим олимпијским играма 2016. (сребро) и 2024. (бронза). Двапут је био члан идеалног тима Светског а једанпут члан идеалног тима Европског кошаркашког првенства. Најбољи је стрелац у историји репрезентације Србије.

## Каријера

### Млађе категорије
Богдановић је поникао у екипи ШКК Звездара, касније наставио да игра у Житко баскет са којим је освојио треће место на завршном турниру јуниорске лиге у сезони 2009/10. (у три утакмице постигао 99 поена и то против Партизана, Хемофарма и ФМП-а). Године 2010. је наступао за екипу ФМП–а на јуниорском турниру Евролиге, постигавши победоносни кош у полуфиналу против Уникахе.

### Партизан
У септембру 2010. је потписао вишегодишњи уговор са Партизаном. Током прве две сезоне са црно-белима, код тренера Владе Јовановића, Богдановић је ретко добијао прилику да игра. Ипак остаће уписано да је и поред мале минутаже освојио два пута домаће првенство, једну Јадранску лигу и два купа Кораћа.
У лето 2012. након повратка Душка Вујошевића на место тренера црно-белих, Богдановић је почео да добија минутажу и да постаје важан део тима. Своју можда најбољу партију сезоне је пружио у октобру 2012. на мечу Евролиге против ЦСКА из Москве када је забележио 16 поена. На крају сезоне је поново освојио Јадранску лигу и првенство Србије.
Током сезоне 2013/14. наметнуо се као лидер тима. На мечу против ЦСКА, одиграном 17. јануара 2014. забележио је рекорд каријере у Евролиги постигавши 27 поена за победу свог тима. У фебруару 2014. је поставио рекорд каријере у АБА лиги, забележивши 32 поена у поразу свог тима од Цибоне у Загребу. У априлу 2014. је заједно са саиграчем Жофрејем Ловерњом уврштен у најбољу петорку Јадранске лиге за сезону 2013/14. Такође је проглашен за Евролигину звезду у успону за сезону 2013/14. У јуну 2014. је освојио још једно првенство Србије. Богдан је бриљирао у финалној серији са Црвеном звездом, постижући просечно 30,7 поена на четири утакмице финала. За сјајне партије добио је награду за МВП-ја и најбољег стрелца финалне серије.
На НБА драфту 2014. одабрали су га Финикс санси као 27. пика. Након драфта, генерални менаџер Финикса је изјавио да ће Богдан још неко време остати у Европи.

### Фенербахче
Богдановић је 11. јула 2014. године потписао са турским Фенербахчеом. Уговор је на четири године, са могућношћу одласка у НБА после друге или треће године. На почетку сезоне 2014/15. је на својој позицији био у сенци знатно искуснијих играча, пре свега Гаудлока. Међутим, током сезоне добије све значајније минуте и намеће се као битан играч у ротацији тренера Обрадовића. У мају 2015. је по други пут узастопно проглашен за Евролигину звезду у успону. Са екипом у сезони 2014/15. учествује на завршном турниру Евролиге, где су у полуфиналу поражени од Реала из Мадрида, а у утакмици за треће место губе од екипе ЦСКА из Москве.
У сезони 2015/16. Богдановић осваја са Фенербахчеом титулу првака Турске, и доноси Фенербахчеу титулу у Купу поготком за три поена у последњим секундама утакмице. Са екипом учествује на завршном турниру Евролиге, у полуфиналу избацују екипу Лаборал Куће, али су у финалу поражени од ЦСКА из Москве након продужетака. По завршетку сезоне, објављује да ће још једну сезону носити дрес турског клуба.
Иако су челници Финикса желели да Богдановић након завршене сезоне 2015/16. пређе у најјачу лигу на свету, он се одлучује за још једну годину сарадње са тренером Обрадовићем. Током НБА драфта 2016. Финикс га је проследио Сакраменто кингсима, са којима је потписао уговор у лето 2017. године.
У сезони 2016/17. Богдан је постао предводник екипе, Фенербахче је освојио прву титулу првака Европе победивши у финалу грчки Олимпијакос. Након европске титуле, освојио је још једно првенство Турске победом против Бешикташа, био је проглашен за најкориснијег играча финала првенства Турске.

### Сакраменто кингси
Дана 13. јула 2017. потписао је трогодишњи уговор са Сакраменто кингсима. Проглашен је за најкориснијег играча утакмице у НБА Ол-стар мечу „Звезда у успону” где је тим Света играо против тима САД.

### Атланта хокси
Дана 25. новембра 2020. Богдан је напустио Сакраменто и потписао четворогодишњи уговор са Атланта хоксима.

## Репрезентација
Наступао је за све млађе селекције репрезентације Србије. Са репрезентацијом до 19 година освојио је сребрну медаљу на Светском првенству у Летонији 2011. године.
За сениорску репрезентацију Србије је дебитовао на Европском првенству 2013. у Словенији. На 11 одиграних утакмица бележио је просечно 9,4 поена, 4,3 скока и 2 асистенције по мечу. На Светском првенству 2014. у Шпанији освојио је сребрну медаљу. На 9 одиграних утакмица бележио је просечно 12 поена, 2,4 скока и 2,6 асистенције по мечу.
На Олимпијским играма у Рију 2016. освојио је сребрну медаљу, Србија је поражена у борби за злато од САД. Наступио је за репрезентацију на Европском првенству 2017. године. На том такмичењу освојио је сребрну медаљу након пораза од репрезентације Словеније у финалу.
На Светском првенству у Кини 2019. наступао је за национални тим, који је заузео 5. место. Са репрезентацијом Србије је освојио сребрну медаљу на Светском првенству 2023 које је играно у Индонезији, Јапану и на Филипинима. Био је капитен српског тима и изабран је у прву петорку првенства.

## Приватан живот
Богданов отац се зове Драган, а мајка Ковиљка. Има млађу сестру Бојану. Богданови родитељи су Пивљани из Плужина у Црној Гори. Богдан је везан за родни крај својих родитеља и често га посјећује.
Богдан је завршио Електротехничку школу „Раде Кончар” у Београду.
Године 2017. појавио се у споту за хип-хоп песму План Б, коју су снимили DJ Playa, ТХЦФ и Гру.

## Гласовне улоге
| Година | Назив    | Улога |
| ------ | -------- | ----- |
| 2024.  | Вајана 2 | Нало  |

## Успеси

### Клупски
- Партизан:
  - Првенство Србије (4): 2010/11, 2011/12, 2012/13, 2013/14.
  - Јадранска лига (2): 2010/11, 2012/13.
  - Куп Радивоја Кораћа (2): 2011, 2012.
- Фенербахче:
  - Евролига (1): 2016/17.
  - Првенство Турске (2): 2015/16, 2016/17.
  - Куп Турске (1): 2016.
  - Суперкуп Турске (1): 2016.

### Појединачни
- Идеални тим Евролиге — деценија 2010—2020
- Звезда у успону Евролиге (2): 2013/14, 2014/15.
- Идеални тим Евролиге — прва постава (1): 2016/17.
- Идеални тим Светског првенства (2): 2019, 2023.
- Идеални тим Европског првенства (1): 2017.
- Најкориснији играч месеца Евролиге (1): 2016/17. (1)
- Најкориснији играч финалне серије Првенства Србије (1): 2013/14.
- Најкориснији играч финала Првенства Турске (1): 2016/17.
- Најкориснији играч финала Купа Турске (1): 2016.
- Идеална стартна петорка Јадранске лиге (1): 2013/14.
- Најкориснији играч НБА утакмице звезда у успону (1): 2018.
- Идеални тим новајлија НБА — друга постава: 2017/18.
- Српски кошаркаш године (3): 2017[32], 2019, 2023.
- Идеални тим Јадранске лиге у првих 20 година.[33]
- Орден заставе Републике Српске са златним венцем[34]

### Репрезентативни
- Олимпијске игре:  2016,  2024.
- Светско првенство:  2014, 2023.
- Европско првенство:  2017.

## Статистика

### НБА статистика

#### Регуларни део сезоне
| Сезона   | Екипа             | ОУ  | СУ  | МПУ  | ПШ%  | 3П%  | СБ%  | СПУ | АПУ | УПУ | БПУ | ППУ  |
| -------- | ----------------- | --- | --- | ---- | ---- | ---- | ---- | --- | --- | --- | --- | ---- |
| 2017/18. | Сакраменто кингси | 78  | 52  | 27.9 | .446 | .392 | .840 | 2.9 | 3.3 | .9  | .2  | 11.8 |
| 2018/19. | Сакраменто кингси | 70  | 17  | 27.8 | .418 | .360 | .827 | 3.5 | 3.8 | 1.0 | .2  | 14.1 |
| 2019/20. | Сакраменто кингси | 61  | 28  | 28.9 | .440 | .372 | .741 | 3.4 | 3.4 | 1.0 | .2  | 15.1 |
| 2020/21. | Атланта хокси     | 44  | 27  | 29.7 | .473 | .438 | .909 | 3.6 | 3.3 | 1.1 | .3  | 16.4 |
| 2021/22. | Атланта хокси     | 63  | 27  | 29.3 | .431 | .368 | .843 | 4.0 | 3.1 | 1.1 | .2  | 15.1 |
| 2022/23. | Атланта хокси     | 54  | 9   | 27.9 | .447 | .406 | .813 | 3.1 | 2.8 | .8  | .3  | 14.0 |
| 2023/24. | Атланта хокси     | 79  | 33  | 30.4 | .428 | .374 | .921 | 3.4 | 3.1 | 1.2 | .3  | 16.9 |
| Каријера | Каријера          | 449 | 193 | 28.8 | .438 | .384 | .843 | 3.4 | 3.3 | 1.0 | .3  | 14.7 |

#### Плеј-ин
| Сезона   | Екипа         | ОУ | СУ | МПУ  | ПШ%  | 3П%  | СБ%   | СПУ | АПУ | УПУ | БПУ | ППУ  |
| -------- | ------------- | -- | -- | ---- | ---- | ---- | ----- | --- | --- | --- | --- | ---- |
| 2022.    | Атланта хокси | 2  | 0  | 27.0 | .588 | .500 | 1.000 | 3.5 | 1.5 | 2.0 | .0  | 16.0 |
| 2023.    | Атланта хокси | 1  | 0  | 26.1 | .455 | .250 | 1.000 | 2.0 | 2.0 | 2.0 | .0  | 14.0 |
| 2024.    | Атланта хокси | 1  | 1  | 36.6 | .444 | .300 | 1.000 | 5.0 | 4.0 | 2.0 | 2.0 | 21.0 |
| Каријера | Каријера      | 4  | 1  | 29.2 | .500 | .357 | 1.000 | 3.5 | 2.3 | 2.0 | .5  | 16.8 |

#### Плеј-оф
| Сезона   | Екипа         | ОУ | СУ | МПУ  | ПШ%  | 3П%  | СБ%  | СПУ | АПУ | УПУ | БПУ | ППУ  |
| -------- | ------------- | -- | -- | ---- | ---- | ---- | ---- | --- | --- | --- | --- | ---- |
| 2021.    | Атланта хокси | 18 | 18 | 33.2 | .390 | .329 | .706 | 4.2 | 2.9 | 1.6 | .3  | 14.1 |
| 2022.    | Атланта хокси | 4  | 0  | 26.7 | .408 | .346 | .800 | 4.8 | 3.0 | .3  | .3  | 14.3 |
| 2023.    | Атланта хокси | 6  | 1  | 26.1 | .556 | .455 | .714 | 3.0 | 2.5 | 1.0 | .8  | 13.3 |
| Каријера | Каријера      | 28 | 19 | 30.8 | .418 | .351 | .735 | 4.0 | 2.8 | 1.3 | .4  | 14.1 |

### Евролига
Напомена: Евролига није једино такмичење у којем је играч учествовао, играо је и у домаћим такмичењима
|  | Означава сезону када је Богдановић освојио Евролигу |

| Сезона   | Екипа      | ОУ  | СУ | МПУ  | ПШ%  | 3П%  | СБ%  | СПУ | АПУ | УПУ | БПУ | ППУ  | ИПУ  |
| -------- | ---------- | --- | -- | ---- | ---- | ---- | ---- | --- | --- | --- | --- | ---- | ---- |
| 2012/13. | Партизан   | 6   | 3  | 17.6 | .333 | .200 | .800 | 1.8 | 1.0 | .7  | .0  | 5.0  | 3.7  |
| 2013/14. | Партизан   | 23  | 18 | 31.4 | .401 | .370 | .754 | 3.7 | 3.7 | 1.6 | .2  | 14.8 | 12.7 |
| 2014/15. | Фенербахче | 29  | 27 | 28.3 | .395 | .358 | .797 | 2.9 | 2.8 | .7  | .3  | 10.6 | 10.0 |
| 2015/16. | Фенербахче | 28  | 24 | 27.6 | .411 | .370 | .797 | 3.3 | 3.0 | 1.0 | .4  | 11.7 | 12.5 |
| 2016/17. | Фенербахче | 22  | 17 | 27.9 | .500 | .430 | .855 | 3.8 | 3.6 | 1.1 | .3  | 14.6 | 16.7 |
| Каријера | Каријера   | 108 | 89 | 28.1 | .419 | .376 | .801 | 3.3 | 3.1 | 1.1 | .3  | 12.3 | 12.2 |